# Čin Ši Huang
Čin Ši Huang (kitajsko 秦始皇帝, pinjin  Qín Shǐhuángdì, poslovenjeno "Prvi vzvišeni bog, cesar Čina") je bil ustanovitelj dinastije Čin in prvi cesar združene Kitajske, * februar 259 pr. n. št.,, † 12. julij 210 pr. n. št.
Kot vladar ni privzel naslova »kralj« (王, wáng), ki sta ga nosila prejšnja vladarja Šanga in Džova, ampak je od leta 221 pr. n. št. do 210 pr. n. št. vladal kot prvi »cesar« (皇帝, huáng dì) iz dinastije Čin. Naziv »cesar«, ki si ga je sam izmislil, so naslednji dve tisočletji nosili vsi kitajski vladarji. 
Rojen je bil v Handanu, prestolnici države Džao, kot Jing Dženg (嬴政) ali Džao Dženg (趙政). Njegova starša sta bila kralj Džuangšjang iz Čina in gospa Džao. Bogat trgovec Li Buvej mu je pomagal, da je nasledil svojega očeta kot vladar Čina in nato postal Dženg, kralj Čina. Li Buvej je postal njegov minister. Do  leta 221 pr. n. št., ko je bil star 38 let, je osvojil vse druge vojskujoče se države in združil vso Kitajsko ter se povzpel na prestol kot prvi kitajski cesar. Med njegovo vladavino so njegovi generali močno povečali velikost kitajske države: pohodi južno od Čuja so v kitajsko kulturno orbito trajno dodali deželi Jue Hunan in Guangdong, pohodi v Notranjo Azijo pa so osvojili Ordoško planoto v posesti Šjongnujev.  
Čin Ši  Huang je tesno sodeloval s svojim ministrom Li Sijem pri uvedbi obsežnih gospodarskih in političnih reform, katerih cilj je bil standardizirati raznolike prakse prejšnjih kitajskih držav. Po izročilu naj bi prepovedal in zažgal številne knjige ter usmrtil učenjake. Njegovi projekti javnih del so vključevali združitev državnih obrambnih zidov v en sam Veliki kitajski zid, ogromen državni cestni sistem in njegov mavzolej v velikosti mesta, ki ga je varovala glinena vojska v naravni velikosti. Vladal je do svoje smrti leta 210 pr. n. št. med svojim petim potovanjem po vzhodni Kitajski.
Zgodovinsko gledano je bil Čin Ši Huang pogosto prikazan kot tiranski vladar in strog legalist, deloma zaradi ostrih ocen dinastije Han o njem. Od sredine 20. stoletja so znanstveniki začeli dvomiti o tej oceni, kar je spodbudilo veliko razprav o dejanski naravi njegove politike in reform. Ne glede na to, so dosežki njegove vladavine izredno vplivali na celotno poznejšo zgodovino Kitajske, saj so označevali začetek obdobja, ki se je končalo z revolucijo leta 1911.

## Ime
Sodobni kitajski viri pogosto navajajo, da je bilo Čin Ši Huangovo osebno ime Jing Dženg, pri čemer imajo Jing (嬴) za priimek, Dženg (政) pa za osebno ime. V starodavni Kitajski se je poimenovanje razlikovalo od sodobnega, zato se je ime klana Džao (趙) ali kraja, kjer je bil rojen in odraščal, lahko uporabilo tudi kot priimek. V nasprotju s sodobnimi kitajskimi imeni so imeli plemiči starodavne Kitajske dva različna priimka. Priimek prednikov (姓) je zajemal večjo skupino, ki je izhajala iz uglednega prednika, za katerega so običajno trdili,  da je živel v času legendarnih treh vladarjev in petih cesarjev Kitajske. Priimek (氏) je zajemal manjšo skupino, ki je bila stranska veja rodbine, posedovala nek fevd ali naslov dobila nedavno. Starodavna praksa je bila, da so se imena moških navajala ločeno. Sima Čjan v Osnovnih letopisih prvega cesarja Čina omenja Dženg kot ime in Džao kot priimek ali združi priimek klana z osebnim imenom. Simino poročilo o Čuju opisuje šestnajsto leto vladavine kralja Kaolieja kot »čas, ko je bil Džao Dženg ustoličen kot kralj Čina«. Ker sodobni kitajski priimki, ki sicer običajno izvirajo iz klanskih imen, uporabljajo isti znak kot stara imena prednikov, je v sodobnih kitajskih virih veliko pogosteje videti cesarjevo osebno ime zapisano kot Jing Dženg, pri čemer je Jing priimek prednikov rodbine Jing.
Vladarji Čina so se imenovali kralji od kralja Huivena leta 325 pr. n. št. Dženg je po svojem ustoličenju postal znan kot kralj Čina  ali kralj Dženg iz Čina. S tem naslovom se je nominalno izenačil z vladarji Šanga in Džova, katerih zadnja kralja je leta 256 pr. n. št. odstavil kralj Džaošjang iz Čina. 
Po predaji Čija leta 221 pr. n. št. je kralj Dženg ponovno združil vse dežele nekdanjega kraljestva Džov. Namesto da bi ohranil svoj položaj kralja, je zase ustvaril nov naslov huángdì (cesar). Novi naslov je združeval dva naslova: huáng, naslov treh mitskh vladarjev (三皇, Sān Huáng), in dì, naslov legendarnih petih cesarjev (五帝, Wŭ Dì) kitajske prazgodovine. Naslov je bil namenjen prisvojitvi dela prestiža Rumenega cesarja, katerega kult je bil priljubljen v poznejšem obdobju vojskujočih se držav in ki je veljal za ustanovitelja kitajskega ljudstva. Kralj Dženg je za svoje vladarsko ime izbral ime prvega cesarja (Šǐ Huángdì) ob dogovoru, da se bodo njegovi nasledniki zaporedoma imenovali »drugi cesar«, »tretji cesar« in tako naprej. Shema je veljala le za njegovega neposrednega dediča, drugega cesarja. Novi naslov je imel tudi verske prizvoke, zato ga nekateri  včasih naslavljajo tearh ali prvi tearh in ne prvi cesar.
Prvi cesar je načrtoval, da bo njegovo cesarstvo ostalo nedotaknjeno skozi stoletja, toda po njegovem strmoglavljenju in zamenjavi z dinastijo Han je postalo običajno, da so pred njegov naslov dodali Čin. Njegovo ime se je glasilo: 
- 秦, Čin, »iz Čina«
- 始, Ši, »prvi«[25]
- 皇帝, Huangdì ali Huang-ti, »cesar«, nov naslov, skovan iz:  
  - 皇, Huáng ali Huang, dobesedno »sijoči« ali »čudoviti«; izraz se je pred tem najpogosteje uporabljal kot epitet na nebesa,[26] naslov treh legendarnih vladarjev in velikega boga dinastije Džov.[27]
  - 帝, Dì ali Ti, visoki bog Šanga, ki so ga verjetno ustvarili njegovi božanski predniki[28] in so ga uporabljali Džovi kot naslov legendarnih petih cesarjev, zlasti za Rumenega cesarja.

Že Sima Čjan je njegovo ime, zapisano s štirimi pismenkami, skrajšal na tri (秦始皇), ki se običajno prečrkujejo v Čin Šihuang ali v Čin Ši Huang. 
Po njegovem povišanju v cesarja sta Džengovo osebno ime 政 in verjetno njegov homofon 正  postala tabu.  Prvi cesar je za svojo izključno uporabo  prisvojil tudi kitajski zaimek za prvo osebo 朕 (džen) in se leta 212 pr. n. št. začel imenovati Nesmrtni (真人, OC *Tin-niŋ, mod. Zhēnrén, dobesedno »pravi človek«). Drugi so ga naslavljali z »vaše veličanstvo« (陛下) ali »vaša visokost« (陛下).

## Rojstvo in starševstvo
Po  Zapisih velikega zgodovinarja, ki jih je zapisal Sima Čjan med dinastijo Han, je bil prvi cesar najstarejši sin kneza Čin Jirena, ki je kasneje postal kralj Džuangšjang iz Čina. Princ Jiren je takrat bival na dvoru Džaa kot talec, ki je zagotavljal premirje med državama Čin in Džao. Princ Jiren se je na prvi pogled zaljubil v priležnico Li Buveja, bogatega trgovca iz države Vej. Li je privolil, da priležnica postane Jirenova žena. Kasneje je postala znana kot gospa Džao Ji.  
Princ Jiren je ob rojstvu dobil ime Džao Dženg. Ime Dženg (正) je izhajalo iz meseca njegovega rojstva džengjue, prvega meseca kitajskega luninega koledarja. Priimek Džao je izhajal iz rodu njegovega očeta in ni bil povezan niti z imenom njegove matere niti s krajem njegovega rojstva. Song Džong pravi, da je bil njegov rojstni dan, kar je pomembno, prvi dan džengjueja. Li Buvejeve mahinacije so kasneje pomagale Jirenu leta 250 pr. n. št. postati kralj Džuangšjang iz Čina.
Zapisi Velikega zgodovinarja trdijo tudi to, da prvi cesar ni bil sin princa Jirena, temveč trgovca Li Buveja.  Po tej pripovedi je Li Buvej princu predstavil plesalko Džao Dži, ki je bila Li Buvejeva z njim noseča priležnica. Bodoči cesar je bil rojen v Handanu leta 259 pr. n. št., v prvem mesecu 48. leta vladanja kralja Džaošjanga iz Čina.
Trditev, da je bil cesar nezakonski otrok, v katero so bili na splošno prepričani v vsej kitajski zgodovini, je prispevala k splošnemu negativnemu pogledu na prvega kitajskega cesarja. Veliko sodobnih sinologov vanjo dvomi. Nekaj jih celo meni, da je bila trditev, da je bil trgovec biološki oče prvega cesarja še posebej omalovažujoča, ker je kasnejša konfucijanska družba trgovce štela za najnižji razred kitajske družbe.

## Kralj Čina

### Regentstvo
Leta 246 pr. n. št. je kralj Džuangšjang po komaj treh letih vladanja umrl. Na prestolu ga je nasledil njegov trinajstletni sin Džao Dženg. Zaradi Džao Džengove mladosti je Li Buvej deloval kot regentski premier države Čin, ki je bila še vedno v vojni z drugimi šestimi kitajskimi državami. Devet let pozneje, leta 235 pr. n. št., je Džao Dženg prevzel polno oblast. Li Buvej je bil zaradi vpletenosti v ljubezensko afero kraljice vdove izgnan na jug države Čin, kjer je naredil samomor.
Džao Čengdžjao, gospod Čangana (长安君), je bil po očetu Džao Džengov polbrat. Po Džao Džengovem podedovanju prestola se je Čengdžjao uprl in se predal državi Džao. Džao Dženg je Čengdžjaove podpornike in družine ukazal usmrtiti.

### Lao Ajev poskus državnega udara
Ko je kralj Dženg odraščal, se je Li Buvej bal, da bo mladi kralj odkril njegovo zvezo s kraljco vdovo, gospo Džao. Odločil se je, da se bo odmaknil od nje in našel ji je drugega ljubimca, po imenu Lao Aj. Po pisanju v Zapisih velikega zgodovinarja se je Lao Aj začel oblačiti ko evnuh in si populil brado. S kraljico vdovo je imel v tajnosti dva sinova. Povzdignjen je bil na položaj markiza in zasut z bogastvom. Lao Aj je nameraval zamenjati kralja Dženga z enim od svojih sinov in se se med neko večerjo celo hvalil, da je očim mladega kralja. Med kraljevim potovanjem v nekdanjo prestolnico Jong (雍) leta 238 pr. n. št. je Lao Aj zasegel pečat kraljice matere in mobiliziral vojsko za poskus državnega udara. Ko je kralj izvedel za upor, je preko Li Buveja dovolil lordu Čangpingu in lordu Čangvenu, da napadeta Lao Aja. Kraljeva vojska je v prestolnici pobila na stotine upornikov, Lao Aju pa je uspelo pobegniti.
Za živega Lao Aja je bila razpisana nagrada milijon bakrenih kovancev, za mrtvega pa pol milijona. Vsi ujeti Lao Ajevi podporniki so bili obglavljeni. Ujetega Lao Aja so s konji raztrgali na pet kosov, celo njegovo družino do tretjega kolena pa so usmrtili. Usmrčena sta bila tudi oba njegova sinova. Kraljica vdova je bila obsojena na dosmrtni hišni zapor. Li Buvej je bil izgnan na jug Čina. V izgnanstvu je leta 235 pr. n. št. spil skodelico strupenega vina in naredil samomor. Jing Dženg je nato prevzel polno oblast kot kralj države Čin. Li Buveja na položaju kanclerja je zamenjal Li Si.  

### Prvi poskus atentata
Kralj Dženg in njegove čete so nadaljevale z osvajanjem sosednjih držav. Država Jan jim ni bila kos. Majhno in šibko državo so vojske Čina pogosto nadlegovale že prej. Prestolonaslednik Dan iz Jana je zato naredil načrt za atentat na kralja Dženga in leta 227 pr. n. št. nadenj poslal morilca Džing Keja in Čin Vujanga.
Morilca sta se pred kraljem predstavila kot diplomata z darili dobre volje. Prinesla sta mu zemljevid Dukanga in odrezano glavo generala Fan Vudžija. Med predstavljanjem zemljevida je iz njega padlo bodalo. Kralj je s težavo izvlekel meč. Oborožen je bil edino on, ker je bilo dvorjanom v njegovi prisotnosti prepovedano nositi orožje. Džing Ke je poskusil zabosti kralja, vendar ga je zgrešil, kralj Dženg pa je Džing Keju prerezal stegno. Obupani Džing Kej je proti kralju vrgel bodalo in spet zgrešil in se po krajšem boju predal. Pet let pozneje je bila država Jan v celoti osvojena. 

### Drugi poskus atentata
Gao Džjanli je bil tesen prijatelj Džing Keja in se je želel maščevati za njegovo smrt. Bil je slaven igralec na lutnjo in bil zato povabljen na Džengov dvor, kjer so ga prepoznali in uganili njegove namere. Gao Džjanlija zaradi njegovega izvrstnega igranja niso ubili, ampak so mu iztaknili oči in dovolili igrati naprej. Glasbenik je nato z lutnjo, obteženo s svinčeno ploščo, zamahnil proti kralju, a je zgrešil. Drugi poskus atentata ni uspel, Gao Jianli pa je bil kmalu zatem usmrčen. 

### Združitev Kitajske
Leta 230 pr. n. št. je kralj Dženg sprožil zadnje pohode v obdobju vojskujočih se držav in se namenil enega za drugim osvojiti preostala neodvisna kraljestva.  
Prvi osvojena država je bil Hán (韓), ki ni bil povezan s Hànom (漢) iz dinastije Han. Hán je padel že leta 230 pr. n. št. Čin je zatem izkoristil naravne nesreče leta 229 pr. n. št. in napadel ter osvojil Džao, kjer je bil rojen kralj Dženg. Po osvojitvi Džaa se je s smrtnimi kaznimi maščeval vsem, ki so tam grdo ravnali z njim kot otrokom, talcem. 
Vojske Čina so osvojile Džao leta 228 pr. n. št., severno državo Jan leta 226 pr. n. št., majhno državo Vej leta 225 pr. n. št. in nato leta 223 pr. n. št. še Ču, največjo državo in največji izziv.
Leta 222 pr. n. št. so bili osvojeni zadnji ostanki Jana in na Liaodongu ujeti člani kraljeve družine. Edino neodvisno kraljestvo je bil Či daleč na vzhodu na današnjem polotoku Šandong. Obupani mladi kralj Čija je na zahodno mejo poslal 200.000 mož, da bi jo branila, vojska Čina pa je leta 221 pr. n. št. vdrla s severa, ujela kralja in priključila Či. 
Do leta 221 pr. n. št. so bile vse kitajske dežele združene pod enim mogočnim vladarjem. V osvojenih državah je Čin standardiziral trgovino, komunikacije, valuto in jezik. Tega leta se je kralj Dženg razglasil za »Prvega cesarja« (始皇帝, Ši Huangdi). Naslov naj bi simboliziral njegove dosežke, ki so daleč presegali dosežke vseh prejšnjih vladarjev iz dinastije Džov. Cesar je ukazal, da se Hešibi, disk iz žada, pomemben za kitajsko zgodovino, predela v cesarski pečat. Sun Šov je na disk vgraviral naslednji napis: Ker je prejel mandat iz nebes, naj živi dolgo in uspešno življenje (受命於天, 既壽永昌). Pečat je postal simbol, ki se je prenašal s cesarja na cesarja. 
Leta  215 pr. n. št. je v poskusu razširitve ozemlja Čina ukazal vojaške pohode proti nomadom Šjongnujem na severu. Vodil jih je učinkoviti general Meng Tjan, ki je uspešno pregnal Šjongnuje iz regije Ordos in postavil temelje za gradnjo Kitajskega zidu. 
Na jugu se je vojaška ekspanzija nadaljevala v kampanjah proti plemenom Jue, več regijam v današnji provinci Guangdong in nekaj regijam, ki so danes del Vietnama.

## Cesar Čina

### Upravne reforme
Da bi se izognila ponovnemu političnemu kaosu iz obdobja vojskujočih se držav, sta si Čin Ši Huang in njegov premier Li Si prizadevala popolnoma odpraviti fevdalni sistem ohlapnih zavezništev in federacij. Cesarstvo sta reorganizirala v upravne enote in podenote: 36 (pozneje 40) poveljstev (郡, Jùn), kasneje okrožij (縣, Xiàn), mestne občine (鄉, Xiāng) in okraje stotih družin (里, Li), ki so približno ustrezali sodobnim kitajskim občinam in krajevnim skupnostim. Upravitelji enot niso bili več povezani z domačo regijo ali nekdanjo fevdalno državo po podedovanih pravicah, temveč so bili imenovani po zaslugah.

### Gospodarske reforme
Čin Ši Huang in Li Si sta ekonomsko poenotila Kitajsko s standardizacijo kitajskih mer in uteži. Dolžine osi voz so bile zaradi lažjega cestnega prevoza standardizirane. Cesar je razvil obsežno mrežo cest in kanalov in namesto valut različnih držav standardiziral kovanec ban liang (半兩).  Morda najpomembnejše je bilo poenotenje kitajske pisave. Uradna standardna pisava države Čin je postala pečatna pisava, ki je bila poenostavljena z odstranitvijo variantnih oblik. Reforma je odpravila vse regionalne pisave in oblikovala univerzalni pisni jezik za celotno Kitajsko, kljub raznolikosti govorjenih narečij.

### Filozofija
Četudi je bilo prejšnje obdobje vojskujočih držav obdobje nenehnih vojn, je veljalo tudi za zlato dobo svobodne misli. Čin Ši Huang je odpravil sto šol mišljenja, ki so vključevale konfucijanstvo in druge filozofije. Legalizem je po prepovedi vseh drugih filozofij postal uradna ideologija dinastije Čin.
V začetku leta 213 pr. n. št. je Čin Ši Huang na pobudo Li Sija in da bi se izognil primerjavam učenjakov njegove vladavine s preteklostjo, ukazal sežgati večino obstoječih knjig, razen tistih o astrologiji, kmetijstvu, medicini, vedeževanju in zgodovini države Čin. To naj bi z odstranitvijo primerov zastarelih pisav služilo tudi nadaljevanju reforme pisave. Posebej strogo kaznovano je bilo posedovanje Knjige pesmi in Knjige dokumentov. Po pisanju v kasnejših Zapisih velikega zgodovinarja je Čin Ši Huang naslednje leto ukazal žive pokopati okoli 460 učenjakov, ker so posedovali prepovedane knjige. Cesarjev najstarejši sin Fusu ga je zaradi tega dejanja kritiziral. Cesarjeva lastna knjižnica je hranila izvode prepovedanih knjig, vendar je bila večina knjig uničenih, ko je Šjang Ju leta 206 pr. n. št. požgal palače v  Šjanjangu.
Nedavne raziskave kažejo, da je »pokopavanje živih konfucijanskih učenjakov« legenda o konfucijanskih mučenikih. Bolj verjetno je, da je cesar ukazal usmrtiti (坑 kēng) skupino alkimistov, ki so ga prevarali. V kasnejši dinastiji Han so konfucijanski učenjaki, ki so sicer  zvesto služili Činu, izkoristili ta incident, da bi se distancirali od propadlega režima. Kong Anguo (孔安國, okoli 165 – okoli 74 pr. n. št.), Konfucijev pristaš, je alkimiste (方士, fāngshì) opisal kot konfucijance (儒, rú) in legendo o mučenikih prepletel s svojo zgodbo o odkrivanju izgubljenih konfucijanskih knjig za porušenim zidom v hiši svojih prednikov.
Čin Ši Huang je sledil teoriji petih elementov: ognja, vode, zemlje, lesa in kovine (五德終始說). Verjel je,  da je kraljevi hiši prejšnje dinastije Džov vladala moč ognja, povezanega z rdečo barvo. Novi dinastiji Čin bi zato moral vladati naslednji element na seznamu, to je voda, rojstni element Džao Dženga. Voda je bila predstavljena s črno barvo in črna je postala prednostna barva oblačil, zastave in zastavic države Čin. Črna barva je označevala tudi sever kot eno od glavnih strani neba, zimski letni čas in število šest.

### Tretji poskus atentata
Leta 230 pr. n. št. je država Čin premagala državo Han. Leta 218 pr. n. št. je nekdanji aristokrat Hana po imenu Džang Liang prisegel maščevanje Čin Ši Huangu. Prodal je svoje dragocenosti in najel močnega morilca, ki je izdelal kovinski stožec, težak 120 jin (97 kg). Moža sta se skrila v grmovje ob cesti, po kateri je cesar potoval na svojem tretjem potovanju po Kitajski.  Mišičasti morilec je vrgel stožec v prvo kočijo in jo razbil, cesar pa je zaradi varnosti potoval v drugi, povsem enaki kočiji, in ostal nepoškodovan. Poskus atentata ni uspel, oba atentatorja pa sta pobegnila zasledovalcem.

### Javna dela

#### Veliki zid
Številni zidovi, ki so jih gradile različne države v preteklih štirih stoletjih, so običajno zapirali vrzeli med rekami in neprehodnimi pečinami. Da bi uvedel centralizirano oblast in preprečil ponoven vzpon fevdalcev, je cesar ukazal uničiti zidove med nekdanjimi državami, ki so postali zidovi znotraj cesarstva. 
Namesto njih je za obrambo pred severnimi nomadskimi plemeni Šjongnu, ki so stalno vdirali v cesarstvo, ukazal zgraditi novo obzidje za povezavo utrdb ob severni meji imperija. Za izgradnjo tega predhodnika sedanjega Kitajskega zidu je mobiliziral na stotine tisočev delavcev, od katerih jih je neznano koliko umrlo. Prevoz gradbenega materiala je bil težaven, zato so gradbeniki vedno poskušali uporabiti lokalne materiale: skale čez gorske verige in nabito zemljo čez ravnice. Vodilno načelo »gradi in pojdi naprej« je pomenilo, da zid ni trajna meja. O dolžini in poteku obzidja iz obdobja Čin ni ohranjenih nobenih zapisov. Večina zidov se je v naslednjih stoletjih porušila.  

#### Kanal Lingču
Leta 214 pr. n. št. se je na cesarjev ukaz  začel graditi prekop, ki bi omogočil vodni promet med severno in južno Kitajsko, prvotno predvsem za oskrbo vojske. Kanal, dolg 34 kilometrov, je povezal dve glavni kitajski vodni poti, reko Šjang, ki se izliva v Jangce, in Li Džjang, ki se izliva v Biserno reko. Prekop je pripomogel k širitvi Čina proti jugozahodu. Skupaj z velikim zidom in namakalnim sistemom Sičuan Dudžjangjan velja za enega od treh velikih podvigov starodavnega kitajskega gradbeništva.

### Eliksir življenja
Ko se je postaral, je Čin Ši Huang obupno iskal legendarni eliksir življenja, ki naj bi mu dal nesmrtnost. V svojem obsedenem iskanju je postal žrtev številnih goljufov. V svojem iskanju je trikrat obiskal otok Džifu.
Med enim od obiskov je poslal Šu Fuja, otočana Džifuja, z ladjami, na katerih je bilo na stotine mladih moških in žensk, iskat mistično goro Penglaj. Na potovanju so iskali in našli tisoč let starega čarovnika Anči Šenga, ki je domnevno povabil Čin Ši Huanga, naj ga obišče. Odprava se ni nikoli vrnila, morda zaradi strahu pred posledicami neuspeha. Legende pravijo, da je dosegla Japonsko in jo kolonizirala.
Možno je tudi, da bi cesarjev sežig knjig, ki je izvzel alkimistična dela, lahko razumeli kot poskus osredotočanja umov največjih učenjakov na cesarjevo iskanje nesmrtnosti. Nekateri od živih pokopanih so bili tudi alkimisti, kar bi lahko bilo sredstvo za preizkušanje njihovih sposobnosti kljubovanja smrti.
Cesar je zgradil sistem predorov in prehodov do vsake od svojih več kot 200 palač, ker naj bi ga nevidno potovanje obvarovalo pred zlimi duhovi. 

## Zadnja leta

### Smrt
Leta 211 pr. n. št. naj bi velik meteorit padel v Poveljstvo Dong v spodnjem toku Rumene reke. Nekdo je ob tem preroško zapisal: »Prvi cesar bo umrl in njegova dežela bo razdeljena.« (始皇死而地分) Cesar je poslal svojega tajnika, da razišče prerokbo. Ker nihče ni hotel priznati avtorstva, so vse v bližini živeče ljudi pobili, meteorit pa zdrobili v prah.
Med svojim petim potovanjem po vzhodni Kitajski je cesar v Pingjuandžinu (okrožje Pingjuan, Šandong) resno zbolel in julija ali avgusta 210 pr. n. št. umrl v palači v prefekturi Šančju (沙丘平台, Shāqiū Píngtái), približno dva meseca potovanja od glavnega mesta Šjanjang, star 49 let.
Vzrok Čin Ši Huangove smrti ostaja neznan. Ena od hipotez pravi, da je bil zastrupljen z eliksirjem, ki je vseboval živo srebro, ki so mu ga dajali dvorni alkimisti in zdravniki v njegovem iskanju nesmrtnosti.

### Nasledstvo
Premier Li Si, ki je bil priča cesarjevi smrti, se je bal, da bi lahko novica o cesarjevi smrti med dvomesečnim potovanjem sprožila splošno vstajo  cesarjevega spremstva, ki bi se želelo vrniti v prestolnico Šjanjang. Zato se je odločil prikriti cesarjevo smrt. Edini člani spremstva, ki so bili obveščeni, so bili cesarjev mlajši sin Jing Huhaj, evnuh Džao Gao in pet ali šest  najljubših evnuhov. Li Si je ukazal, da se pred cesarjevo kočijo in za njo pelje voz z gnilimi ribami, ki je prikril smrad njegovega trupla, razpadajočega v poletni vročini. Pretvarjali so se, da je živ, ga vsak dan preoblačili, mu prinašali hrano in njemu ter od njega prenašali sporočila. Šele ko so prispeli v Šjanjang, so objavili cesarjevo smrt.
Čin Ši Huang ni želel govoriti o svoji smrti in nikoli ni napisal oporoke. Prvi kandidat za njegovega naslednika je bil njegov najstarejši sin Fusu. Li Si in glavni evnuh Džao Gao sta sklenila Fusuja umoriti, ker je bil v navezi z njunim sovražnikom, generalom Meng Tjanom. Meng Tjanov brat in višji minister je namreč nekoč kaznoval Džao Gaa. Li Si in Džao Gao sta ponaredila Čin Ši Huangovo pismo, v katerem je Fusuju in generalu Mengu ukazal, naj storita samomor. Načrt je uspel. Fusu je naredil samomor in na oblast je za kratek čas prišel cesarjev mlajši sin Hu Haj, kot cesar znan kot Čin Er Ši, kar pomeni »druga generacija Čina«.

## Družina
Starša
- kralj Džuanšjang iz Čina
- kraljica vdova Džao

Polbratje
- Čengdžjao, očetov sin z drugo materjo,[83] gospod Čangana[40]
- dva polbrata, materina sinova z Lao Ajem

Otroci
- Fusu, kronski princ (prvi sin)[84]
- Gao
- Džjangli
- Huhai, kasnejši cesar Čin Er Ši (18. sin)[84]

Čin Ši Huang je imel okoli 50 otrok, od tega okoli 30 sinov in 15 hčera. Imena večine otrok niso znana. Imel je veliko priležnic, ki jih ni nikoli imenoval za cesarice.

## Zapuščina
Kitajski zgodovinar Sima Čjan, ki je pisal stoletje po smrti prvega cesarja, je zapisal, da je bilo za izgradnjo cesarjevega mavzoleja potrebnih 700.000 mož. Britanski zgodovinar John Man poudarja, da je ta številka večja od števila prebivalcev kateregakoli mesta na svetu v tistem času. Izračunal je, da bi 16.000 mož samo temelje gradilo dve leti. Sima Čjan vojske iz terakote sploh ni omenil. Kipe je 29. marca 1974 odkrila skupina kmetov, ki so kopali vodnjak. Vojaki so bili izdelani z vrsto različnih glinenih kalupov, nato pa so jih umetniki dodatno individualizirali. Na nekaterih vojakih je bila uporabljena hansko modra ali hansko škrlatna barva.
Vojska šteje okoli 6.000 bojevnikov. Njihov namen je bil zaščititi cesarja v posmrtnem življenju pred zlimi duhovi. Med vojaki so našli tudi bojne vozove in 40.000 kosov pravih orožij iz brona.
Drug projekt, ki ga je uresničil mladi kralj, ko je bil še živ, je bila gradnja lastne grobnice. Leta 215 pr. n. št. je Čin Ši Huang ukazal generalu Meng Tjanu, naj začne z gradnjo s pomočjo 300.000 mož. Drugi viri kažejo, da je grobnico po njegovih načrtih gradilo 720.000 neplačanih delavcev. Podatki so sporni. Glavna grobnica, v kateri je pokopan cesar, še ni bila odprta in vse kaže, da je razmeroma nedotaknjena. Po opisu Sime Čjana so v grobnici replike palač in slikovitih stolpov, »redki pripomočki in čudoviti predmeti«, 100 rek z živim srebrom namesto vode ter nebeška bitja s samostreli, pripravljena ustreliti vsakogar, ki bi poskušal vdreti v grobnico. Grobnica je bila zgrajena ob vznožju gore Li, 30 kilometrov stran od Šjana. Sodobni arheologi so grobnico sondirali in odkrili nenormalno visoke koncentracije živega srebra, približno 100-krat večje od naravnih, kar kaže, da so nekateri deli legende verodostojni. Večina delavcev je bila zaradi ohranjanja tajnosti ubita.

### Ugled in ocene
Tradicionalno kitajsko zgodovinopisje je cesarja skoraj vedno prikazovalo kot brutalnega tirana, ki se je obsedeno bal atentata. Ideološka antipatija do legalistične države Čin se je pojavila že leta 266 pr. n. št., ko jo je zaničeval konfucijanski filozof Šundzi. Kasnejši konfucijanski zgodovinarji so cesarja obsodili, da je zažgal klasike in žive pokopal konfucijanske učenjake. Konfucijanci so na koncu sestavili seznam desetih Činovih zločinov, da bi poudarili njegova tiranska dejanja.
Slavni hanski pesnik in državnik Džja Ji je zaključil svoj esej Napake Qina (過秦論, Guò Qín Lùn) s tistim, kar je postalo standardna konfucijanska sodba o razlogih za propad Čina. Esej Džja Jija,  občudovan kot mojstrovina retorike in sklepanja, je bil prepisan v dve veliki zgodovini Hana in imel daljnosežen vpliv na kitajsko politično misel kot klasična ilustracija konfucijanske teorije. Razpad Čina je pripisal njegovim notranjim napakam. Džja Ji je napisal: 
Čin, ki je iz drobne državice postal velika sila, je vladal deželi in sto let prejemal poklone z vseh koncev države. Toda potem, ko je združil deželo in se zavarovali znotraj prelaza, je bil ena sama navadna rustika, vendar je izzval cel imperij... Zakaj? Ker je vladarju manjkalo človečnosti in pravičnosti, ker se ohranjanje oblasti bistveno razlikuje od njenega prevzema.
V sodobnejšem času so se začele pojavljati ocene cesarja, ki so se razlikovale od tistih v tradicionalnem kitajskem zgodovinopisju. Ponovno oceno je spodbudila šibkost Kitajske v drugi polovici 19. in na začetku 20. stoletja. Takrat so konfucijanske tradicije nekateri začeli obravnavati kot oviro za vstop Kitajske v moderni svet, kar je odprlo pot za spreminjanje pogledov. 
V času, ko so tuji narodi začeli posegati po kitajskem ozemlju, je vodilni zgodovinar Kuomintanga Šjao Jišan poudaril vlogo Čin Ši Huanga pri odbijanju severnih barbarov, zlasti z izgradnjo Velikega zidu. 
Drugi zgodovinar, Ma Fejbaj (馬非百), je leta 1941 izdal obsežno revizionistično biografijo prvega cesarja z naslovom Čín Šǐ Huángdì Džuàn (秦始皇帝傳) in ga označil za »enega od velikih junakov kitajske zgodovine«. Primerjal ga je s sodobnim voditeljem Čjang Kajšekom in videl veliko vzporednic v karieri in politiki obeh mož, ki ju je oba občudoval. Čjangovo severno ekspedicijo v poznih 20. letih prejšnjega stoletja neposredno pred novo nacionalistično vlado v Nandžingu, je primerjal z združitvijo, ki jo je opravil Čin Ši Huang. 
S komunistično revolucijo in vzpostavitvijo novega revolucionarnega režima leta 1949, se je kot marksistična kritika pojavilo še eno prevrednotenje prvega cesarja. Ta nova interpretacija Čin Ši Huanga je bila na splošno kombinacija tradicionalnih in modernih pogledov, vendar v bistvu kritična. To je ponazorjeno v Popolni zgodovini Kitajske, objavljeni septembra 1955 kot uradni pregled kitajske zgodovine. Delo opisuje glavne korake prvega cesarja v smeri poenotenja in standardizacije, ki so ustrezali interesom vladajoče skupine in trgovskega razreda, ne pa naroda ali ljudstva, ter kasnejši padec njegove dinastije kot manifestacijo razrednega boja. Večna razprava o padcu dinastije Čin je bila razložena tudi z marksističnimi izrazi. Kmečki upori so bili upor proti zatiranju, upor, ki je spodkopal dinastijo, vendar je bil obsojen na neuspeh zaradi kompromisa z »elementi razreda zemljiških gospodov«. 
Od leta 1972 je po vsej Kitajski v ospredju radikalno drugačen uradni pogled na Čin Ši Huanga, usklajen z maoistično mislijo. Hong Šidijeva Biografija Čin Ši Huanga je sprožila ponovno oceno. Delo je državni tisk objavil kot množično poljudno zgodovino. Prodanih je bilo 1,85 milijona izvodov v dveh delih. V novi dobi je Čin Ši Huang veljal za daljnovidnega vladarja, ki je uničil sile delitve in z zavračanjem preteklosti ustanovil prvo enotno, centralizirano državo v kitajski zgodovini. Osebne lastnosti, kot je njegovo iskanje nesmrtnosti, tako poudarjeno v tradicionalnem zgodovinopisju, so bile komaj omenjene. Nove ocene so z odobravanjem opisale, kako v njegovem času, obdobju velikih političnih in družbenih sprememb, ni imel nobenih zadržkov proti uporabi nasilnih metod za zatiranje protirevolucionarjev, kot je bil »industrijski in trgovski sužnjelastnik« kancler Li Buvej. Cesarja so tudi kritizirali, da ni bil tako temeljit, kot bi moral biti, zaradi česar so po njegovi smrti skrite subverzivne sile pod vodstvom glavnega evnuha Džao Gaa  uspele prevzeti oblast in jo uporabiti za obnovitev starega fevdalnega reda. 
Da bi zaokrožil to ponovno oceno, je Luo Siding predstavil novo razlago strmoglavega propada dinastije Čin v članku z naslovom O razrednem boju v obdobju med Činom in Hanom v časniku Rdeča zastava leta 1974, ki je zamenjal staro razlago. Nova teorija je trdila, da je bi vzrok za padec Čina  pomanjkanje temeljitosti Čin Ši Huangove »diktature nad reakcionarji, celo do te mere, da jim je dovolil, da so vdrli v organe politične oblasti in si prisvojili pomembne položaje«. 
Mao Cetunga so zmerjali zaradi njegovega preganjanja intelektualcev, ko so ga primerjali s prvim cesarjem, Mao pa se je pohvalil: 
Živih je pokopal 460 učenjakov. Mi smo pokopali šestinštirideset tisoč živih učenjakov ... Vi [intelektualci] nas zmerjate, da smo Čin Ši Huangi. Nimate prav. Čin Ši Huanga smo presegli stokrat. Ko nam očitate posnemanje njegovega despotizma, se z veseljem strinjamo! Vaša napaka je bila, da tega niste dovolj glasno povedali.
Tom Ambrose je Čin Ši Huanga opisal kot ustanovitelja »prve policijske države v zgodovini«.

### Zgodnji viri
- Sima Qian (ok. 91 pr. n. št.). Records of the Grand Historian
  - Sima Qian (2007). Records of the Grand Historian: Qin dynasty. Prevod: Raymond Dawson. Columbia University Press. ISBN 978-0-19-922634-4.
  - Sima Qian (2006).  William, Nienhauser (ur.). The Grand Scribe's Records V.1: The Hereditary Houses of Pre-Han China. Indiana University Press. ISBN 9780253340252.
  - Sima Qian (1994).  William, Nienhauser (ur.). The Grand Scribe's Records I: The Basic Annals of Pre-Han China. Indiana University Press. ISBN 9780253340214.
  - Sima Qian (1993). Records of the Grand Historian: Qin Dynasty. Prevod: Burton Watson (3rd izd.). New York: Columbia University Press. ISBN 978-0231081696.

### Sodobni viri
Knjige
- Barbieri-Low, Anthony J.; Yates, Robin D.S. (2015). Law, State, and Society in Early Imperial China. Sinica Leidensia. Zv. 1. Leiden: Brill Publishers. ISBN 978-90-04-30053-8.
- Derk Bode. Cambridge History of China, vol. 1, poglavje: The State and Empire of Ch'in. str. 20–103.
- Clements, Jonathan (2006). The First Emperor of China. Cheltenham: Sutton Publishing. ISBN 978-0-7509-3960-7.
- Cotterell, Arthur (1981). The First Emperor of China: The Greatest Archeological Find of Our Time. New York: Holt, Rinehart, and Winston. ISBN 978-0-03-059889-0.
- Guisso, R.W.L.; Pagani, Catherine; Miller, David (1989). The First Emperor of China. New York: Birch Lane Press. ISBN 978-1-55972-016-8.
- Lewis, Mark Edward (2007). The Early Chinese Empires: Qin and Han. Cambridge: Harvard University Press. ISBN 978-0-674-02477-9.
- Loewe, Michael (2000). A Biographical Dictionary of the Qin, Former Han and Xin Periods (221 BC - AD 24). Leiden: Brill Publishers. ISBN 978-90-04-10364-1.
- Loewe, Michael (2004). The Men Who Governed Han China: Companion to a Biographical Dictionary of the Qin, Former Han and Xin Periods. Leiden: Brill Publishers. ISBN 978-90-04-13845-2.
- Paludan, Ann (1998). Chronicle of the Chinese Emperors: The Reign-by-Reign Record of the Rulers of Imperial China. London: Thames & Hudson. ISBN 978-0-500-05090-3.
- Portal, Jane (2007). The First Emperor, China's Terracotta Army. London: British Museum Press. ISBN 978-1-932543-26-1.
- Vervoorn, Aat Emile (1990). »Chronology of Dynasties and Reign Periods«. Men of the Cliffs and Caves: The Development of the Chinese Eremitic Tradition to the End of the Han Dynasty. Hong Kong: Chinese University Press. str. 311–316. ISBN 978-962-201-415-2.
- Wilkinson, Endymion (2018). Chinese History: A New Manual (5th izd.). Cambridge: Harvard University Asia Center. ISBN 978-0-9988883-0-9.

Članki
- Dull, Jack L. (Julij 1983). »Anti-Qin Rebels: No Peasant Leaders Here«. Modern China. 9 (3): 285–318. doi:10.1177/009770048300900302. JSTOR 188992. S2CID 143585546.
- Müller, Claudius Cornelius (29. maj 2021). »Qin Shi Huang | Biography, Accomplishments, Family, United China, Tomb, & Facts«. Encyclopædia Britannica. Chicago: Encyclopædia Britannica, Inc.
- Sanft, Charles (2008). »Progress and Publicity in Early China: Qin Shihuang, Ritual, and Common Knowledge«. Journal of Ritual Studies. 22 (1): 21–37. JSTOR 44368779.
- Sørensen, Ærenlund (2010). »How the First Emperor Unified the Minds of Contemporary Historians: The Inadequate Source Criticism in Modern Historical Works about the Chinese Bronze Age«. Monumenta Serica. 58: 1–30. doi:10.1179/mon.2010.58.1.001. JSTOR 41417876. S2CID 152767331.